# Mauro Nardi?
Mauro Nardi? è un album del cantante italiano Mauro Nardi del 2004 contenente 10 brani in lingua napoletana.

## Tracce
1. Quatt'anne – 4:51
2. Addio – 3:47
3. Il nostro anniversario – 4:14
4. Ma che figlio 'e latino – 4:12
5. Buon compleanno – 4:08
6. Viento 'e mare – 3:30
7. Core busciarde – 4:36
8. 'A nonna – 3:38
9. Cielo e mare – 3:39
10. Comm'è nato st'ammore – 3:42